# Крушевська республіка
Крушевська республіка (болг. і мак. Крушевска република; арум. Republica di Crushuva) — одна з перших республік на Балканах. Була заснована під час Ілінденського повстання і проіснувала 10 днів (з 3 по 13 серпня 1903 року).

## Історія
Держава створена під час Ілінденського повстання у місті Крушево після його захоплення загоном під керівництвом Ніколи Карева. У місті тут же було сформовано самоврядування і скликано Раду Республіки, яка складалась з 60 членів — по 20 осіб від кожної етнічної громади міста (болгарської, грецької та волоської (арумунської)).
Керівником Тимчасового революційного уряду республіки став Нікола Карев, а всього до нього увійшло 6 чоловік (по 2 від кожної громади).
Найвідоміший документ, виданий урядом Крушевської республіки — Крушевський маніфест, який був складений 6 серпня і закликав все населення Македонії (включаючи албанців і османів) переступити через етнічні та релігійні відмінності і приєднатися до боротьби з тиранією султана.
12 серпня 1903 регулярна османська армія та іррегулярні загони башибузуків, за підтримки артилерії, увійшли до міста. Загони ВМОРО дали бій османам біля Мечкіного каменю, але зазнали поразки.